# Güneş (Sängerin)

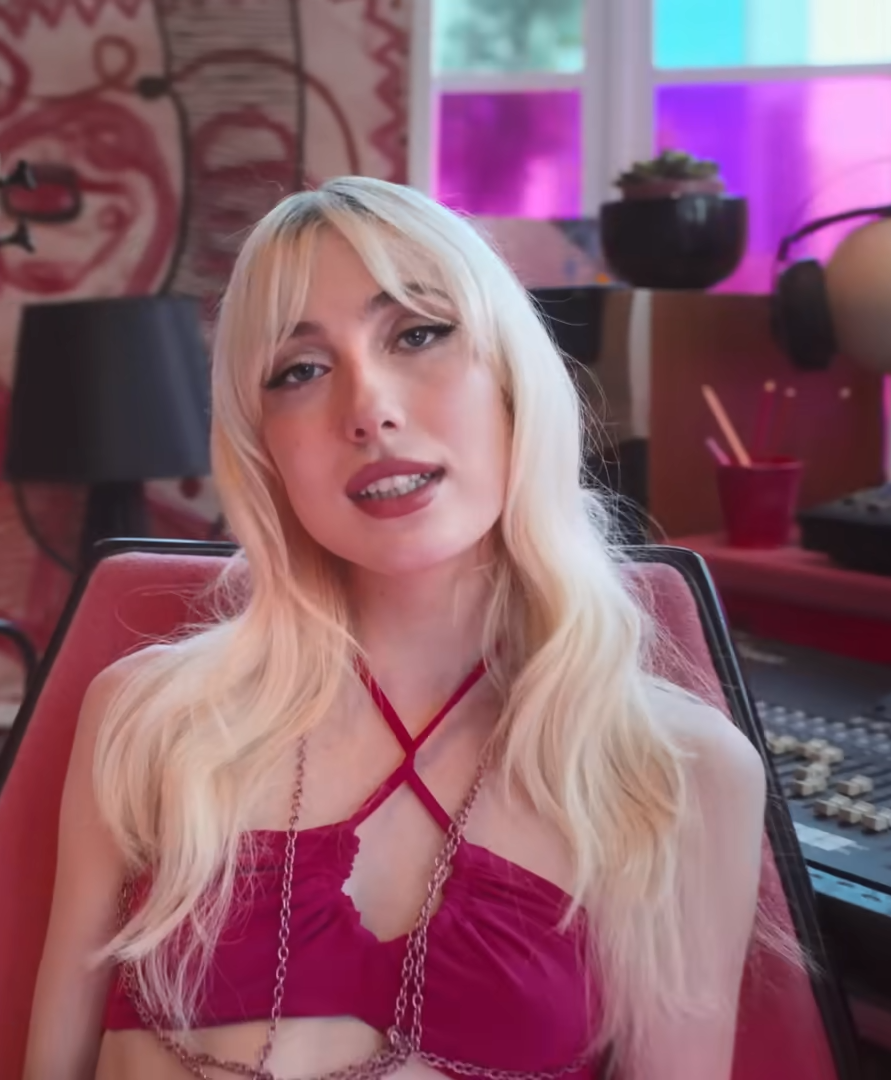
Güneş, 2022

Güneş Taşkıran (* 1. Dezember 1999 in Istanbul), auch bekannt unter dem Künstlernamen Güneş, ist eine türkische Musikerin aus dem Bereich Rap & Pop.

## Karriere
Im Jahr 2014 nahm Güneş bei O Ses Çocuklar teil und wurde dadurch erstmals einem größeren Publikum in der Türkei bekannt. Sechs Jahre später startete sie mit der Veröffentlichung von mehreren Singles. Vor allem der Song Dua in Zusammenarbeit mit dem Rapper Uzi wurde sehr erfolgreich und beschaffte ihr den Durchbruch.
Ihr erstes Album Atlantis folgte im Jahr 2022. Die Single-Auskopplungen Suçlarımdan Biri sowie NKBİ festigten den Erfolg von Güneş. Das zweite Album Pop wurde ein Jahr später veröffentlicht. Im selben Jahr wurde ihr Cover des Songs Haydi Gel Benimle Ol von Sezen Aksu ebenfalls ein Hit.
Güneş hat in ihrer bisherigen Musikkarriere bereits mit bekannten türkischen Künstlern wie Eno, BEGE, Emir Taha oder Lvbel C5 kollaboriert.
Im Januar 2023 unterzeichnete sie einen Vertrag mit Sony Music Turkey.

## Diskografie

### Alben
- 2022: Atlantis
- 2023: Pop

### EPs
- 2021: Sür Eve

### Singles
| - 2020: Hala (mit Mavi) - 2020: Yola Koyul (mit Motive) - 2020: Yüreğimde Taşıyorum - 2020: Kayboldum - 2020: Bulanık - 2020: Dua (mit Uzi) - 2021: Mektup (mit Uzi, Motive, Aksan & Modd) - 2021: On My Way (mit Bahoz & Baran) - 2021: Dikenlerinle - 2021: Son Defa - 2021: Seni İstemiyorum - 2021: Sür Eve - 2021: Kalmak Daha Zor - 2022: Suçlarımdan Biri - 2022: NKBİ - 2022: Kelebek - 2022: Zor | - 2022: 777 - 2022: Benim İstanbul'um Sensin (mit Mavi) - 2022: Buz (mit Eno) - 2022: İmdat (mit Ezgi Alaş) - 2022: NKBİ X Yapamam - Remix (mit Lvbel C5) - 2022: Gitme Bebé - 2023: Haydi Gel Benimle Ol - 2023: Mahvet 2.0 - 2023: Yok Muydu Vaktin Bana? - 2023: Bölüm Sonu - 2024: Günün Birinde (mit Emir Taha) - 2024: Mümkünse (mit BEGE) - 2024: Yorgan - 2024: Otoban - 2024: Klişe Masallar - 2024: Şehir Uyumaz - 2025: Beyaz Sayfalar |

Quelle: